# Kläden (bei Stendal)
Kläden (bei Stendal) este o comună din landul Saxonia-Anhalt, Germania.